# باشگاه فوتبال وایواسه تای
وایواسه تای یک باشگاه فوتبال ساموایی است که در توآنایماتو واقع شده‌است و در حال حاضر در لیگ ملی ساموآ بازی می‌کند. این تیم هشت بار قهرمان لیگ ملی ساموآ شده‌است که همین، این تیم را به یکی از پرافتخارترین تیم‌های ساموآ تبدیل می‌کند.

## تاریخچه
وایواسه چهار قهرمانی از پنج دوره اول مسابقات قهرمانی ملی را به دست آورد و فقط آلافوا یک قهرمانی را قبل از سال ۱۹۸۴ به دست آورد.

## عناوین
- لیگ ملی ساموآ: ۷ قهرمانی